# Reise

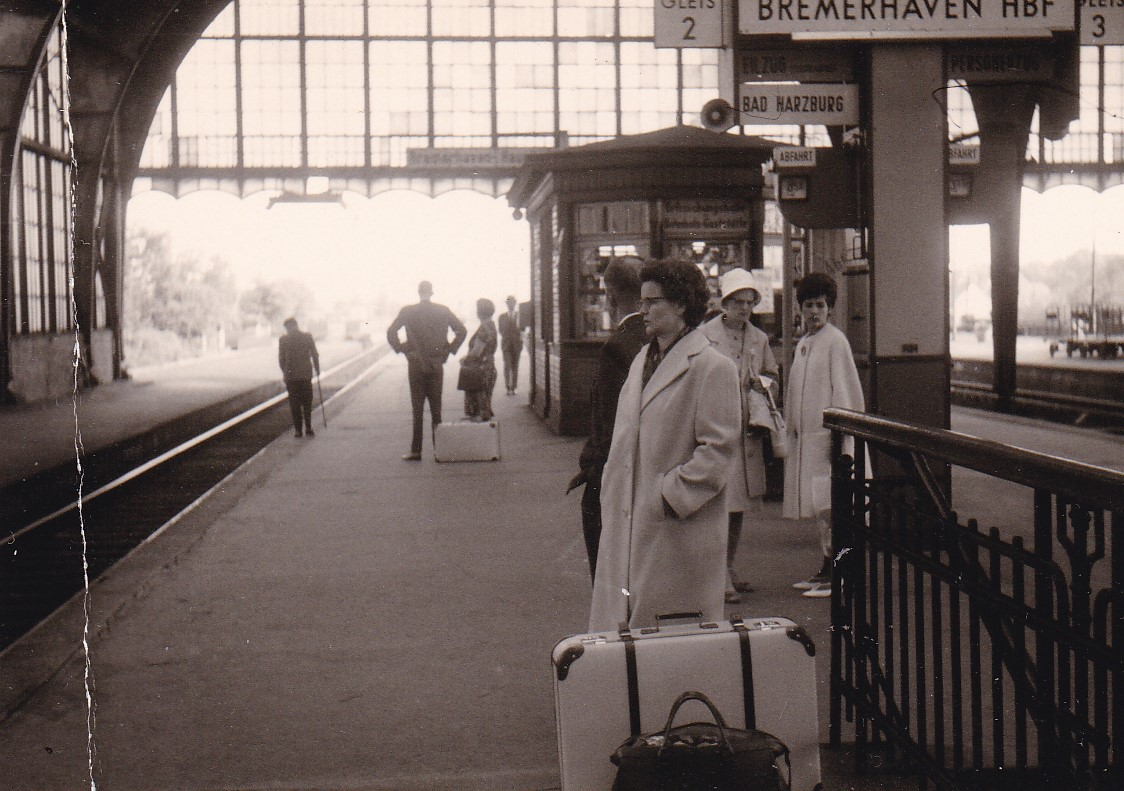
Bahnreisende (1963)

Unter einer Reise versteht man im Sinne der Verkehrswirtschaft die Fortbewegung von Personen über einen längeren Zeitraum zu Fuß oder mit Transport- oder Verkehrsmitteln außerhalb des Wirtschaftsverkehrs, um ein einzelnes Reiseziel zu erreichen oder mehrere Orte zu besuchen (Rundreise). Im fremdenverkehrswirtschaftlichen Sinne umfasst eine Reise sowohl die Ortsveränderung selbst als auch den Aufenthalt am Zielort. Wissenschaftlich werden Reisen unter anderem nach Reisegrund, Zweck und Dauer kategorisiert sowie die Motivationen für das (Ver-)Reisen untersucht. Meist erhoffen sich Reisende entweder, durch eine Reise glücklicher zu werden, oder sich durch die Reise persönlich weiterzuentwickeln.
Der Begriff der Reise kann auch metaphorisch verstanden werden. Neben der physischen Fortbewegung kann eine Reise etwa den Wandlungsprozess im Leben eines Menschen beschreiben. Demnach ist die Reise nicht als Entfernungsüberbrückung, sondern als Bild für das Leben eines Menschen zu verstehen, das beispielsweise die Persönlichkeitsformung zum Ziel hat.

## Wortherkunft
Das Wort Reise ist als Erbwort der deutschen Sprache schon vor dem 9. Jahrhundert belegt. Das althochdeutsche Wort reisa bedeutete ‚Aufbruch, Zug, Fahrt‘ und bezeichnete somit das Sich-Aufmachen, Sich-auf-den-Weg-Machen und den zu begehenden Weg gleichermaßen. Das dazugehörige Verb lautete reisōn. Erhalten geblieben ist die Bedeutung des Aufstehens in dem früher auf Segelschiffen üblichen Wachruf „Reise, Reise!“, der das Signal zum Aufstehen für die Matrosen bedeutete und heute noch in der Marine gebräuchlich ist. Das althochdeutsche Substantiv geht zurück auf das urgermanische Verb rīsan mit der Bedeutung ‚sich erheben, aufstehen‘ (vgl. zum Beispiel englisch to rise).
Im Mittelhochdeutschen hatte reis(e) die Bedeutungskomponente des Aufbruchs bereits verloren, bezeichnete nun aber auch eine spezielle Art der Reise: den Kriegszug, die Heeresfahrt. Dementsprechend hatte das von reis abgeleitete Verb reisen besonders die Bedeutung ‚ins Feld ziehen, einen Kriegszug unternehmen‘ und folglich auch ‚Beute machen, plündern, rauben‘.
Im heutigen Deutsch ist Reise unspezifisch zu verstehen, als eine ‚Fahrt zu einem entfernteren Ort‘. Im Verb reisen ist die Bedeutungskomponente des Aufbruchs, der Abreise, noch in Ansätzen erhalten, so etwa in der Phrase „Wir reisen morgen früh“.

## Geschichte
Walter Freyer definierte 1988 vier Epochen der touristischen Entwicklung:
| Phase             | Zeitraum      | Transport- und Verkehrsmittel             | Motivation                                                            |
| ----------------- | ------------- | ----------------------------------------- | --------------------------------------------------------------------- |
| Vorphase          | bis etwa 1850 | zu Fuß, zu Pferd, Kutsche, Segelschiff    | Bildungsreise, Entdeckungsreise, Handel, Kriege, Nomaden, Pilgerreise |
| Anfangsphase      | 1850–1914     | Eisenbahn (Inland), Dampfschiff (Ausland) | Auswanderung, Erholungsreise                                          |
| Entwicklungsphase | 1915–1945     | Auto, Bus, Eisenbahn, Linienflug          | Auswanderung, Erholungsreise, Handel, Kur                             |
| Hochphase         | ab 1945       | Auto, Charterflug, Kreuzfahrtschiff       | Bildungsreise, Erholungsreise, Freizeit, Regeneration, Wellness       |

In jeder einzelnen Phase gab es einen Schwerpunkt, der diese Phase repräsentierte. So dominierten insbesondere im Mittelalter die Entdeckungsreisen.

## Beweggründe
Für den israelischen Soziologen Yuval Harari ist am Reisen „nichts natürlich oder offensichtlich“. Reisen in seiner heutigen Form sei erst durch den Glauben des Reisenden an zwei gesellschaftliche Mythen entstanden: Romantizismus und Konsumismus. Der Romantizismus erzähle den Menschen, dass sie möglichst viele unterschiedliche Erfahrungen machen müssten, um möglichst viel aus ihrem menschlichen Potenzial zu machen. Der Konsumismus erzähle den Menschen, dass sie möglichst viele Produkte und Dienstleistungen konsumieren müssten, um glücklich zu sein.

### Typologie
Während bei den meisten der unten genannten Reisearten eine klare Motivation vorliegt, ist sie besonders bei den Urlaubsreisen breit gefächert, wird aber in der Literatur kontrovers diskutiert. Manche Autoren nennen nur zwei, andere zwanzig, die gängigste Einteilung geht zurück auf Claude Kaspar, er unterscheidet fünf Hauptmotivationen:
- Physische Motivation: Erwartung von physischer Erholung und Entspannung;
- Psychische Motivation: Erhoffen von psychischer Entlastung oder Selbstfindung oder die Befriedigung der Lust am Abenteuer[6];
- Interpersonelle Motivation: Wunsch nach Erlebnissen in der Gruppe oder nach Sammeln von Gruppenerfahrungen;
- Kulturelle Motivation: Interesse an Bildung und am Kennenlernen fremder Kulturen;
- Status- oder Prestigemotivation: Wunsch nach Anerkennung und Wertschätzung (Renommierreisen).

Schon 1873 übertrieb Theodor Fontane: „Zu den Eigentümlichkeiten unserer Zeit gehört das Massenreisen. Sonst reisten bevorzugte Individuen, jetzt reist jeder und jede.“
In der Soziologie stellt man einen Zusammenhang der Reisegründe mit den einzelnen sozialen Milieus her:
- Dem vom Hochkulturschema geprägten Niveaumilieu gehören vorwiegend Menschen der gehobenen Bildungsschichten an, die insbesondere nach Etablierung im Berufsleben und/oder nach abgeschlossener Kindererziehung („die Kinder sind aus dem Haus“) nun in erster Linie nach Bildung und persönlicher Entwicklung, weniger nach Amüsement streben. Dementsprechend entscheiden sie sich vorwiegend für Bildungs- und Studienreisen und besuchen etwa Kirchen und Museen, aber auch „pittoreske“ Landschaften und Städte. Abgelehnt werden etwa Touristenmassen, Lärm und Unterhaltungsbetrieb.
- Eher die jüngere Generation neigt verstärkt dem – ebenfalls am Hochkulturschema teilhabenden – Selbstverwirklichungsmilieu zu. Man schätzt vor allem „untouristische“ und „unverdorbene“ Orte „abseits ausgetretener Pfade“. Als klassische Reiseziele dieser Gruppe gelten heute etwa abgelegene Dörfer in Burgund oder der Toskana, aber auch fremdartige Gegenden wie der Himalaya.
- Durch eine Verbindung von Hochkultur- und Trivialschema ist das vorwiegend von Angehörigen der mittleren Bildungsschicht gebildete und in besonderem Maße zu Anpassung neigende Integrationsmilieu gekennzeichnet. Geschätzt werden erprobte und bekannte, durch eine gut ausgebaute Infrastruktur erschlossene Orte wie etwa die Küsten und Strände rund um das Mittelmeer, aber auch die österreichischen Berge und Seen. Gleichwohl werden in geringerem Maße auch Bestandteile der klassischen Bildungskanons, wie etwa eine Studienreise nach Paris wahrgenommen.
- Jüngere Menschen aller gesellschaftlichen Schichten versammeln sich schließlich im Aktionsmilieu, das vom Spannungsschema geprägt ist. In ihrem Reiseverhalten streben sie vor allen Dingen nach Dynamik, Abwechslung und körperlicher Bewegung. Geschätzt werden Orte, wo „etwas los“ ist, etwa die Diskotheken der Badeorte, „actionträchtige“ Metropolen wie Berlin oder London, aber auch Abenteuer- und Sportreisen. Auf der Jagd nach immer neuen Reizen werden gerne große Strecken zurückgelegt, bevorzugt auch durch Trampen oder Interrail.
- Im auf dem Trivialschema fußenden Harmoniemilieu schließlich finden sich vorwiegend ältere Menschen der einfacheren Bildungsschichten. Soweit überhaupt verreist wird, sucht man vorwiegend Ruhe, Erholung und Geborgenheit, insbesondere an bereits bekannten und vertrauten Orten im eigenen Land oder Sprachgebiet wie etwa dem Schwarzwald oder Südtirol. Das Freizeitprogramm besteht beispielsweise aus Spaziergängen und Wanderungen oder aus Badeaufenthalten und Heimatabenden.

Für Daniel J. Boorstin besteht die Differenz zwischen Reisenden und Touristen darin, dass Erstere sich Risiken und Unannehmlichkeiten aussetzen und aktiv auf der Suche nach persönlicher Weiterentwicklung sind. Letztere suchen lediglich das Vergnügen und sind passiv, denn sie erwarten, dass interessante Erlebnisse auf sie zukommen. Der moderne Tourismus passt sich den Bedürfnissen letzterer an: „echte Erlebnisse“ werden durch Pseudo-Events ersetzt.

## Arten
Nach dem Zweck des Aufenthalts am Zielort können insbesondere folgende Arten von Reisen unterschieden werden:

### Urlaubsreise / Ferienreise
Urlaubsreisen bzw. Ferienreisen dienen hauptsächlich der Erholung und Freizeitgestaltung. Wenn Reisende die Reise selbst planen, sind es Individualreisen; die von Reiseveranstaltern zusammengestellten Fahrten dagegen gelten als Pauschalreisen. Letztere sind öfter gleichzeitig auch Gruppenreisen.
Je nach Neigung, Interessen und Bedarf gibt es eine Vielfalt von Urlaubsreisen. In erster Linie Erholungszwecken dienen etwa Bade-, Wander- und Skiurlaube, aber auch Gesundheits-, Wellness- und kulinarische Reisen. Mit aktiver Betätigung verbunden sind Sport- und Abenteuerreisen sowie für Menschen mit vorwiegend kulturellen Bedürfnissen die Studien- oder Bildungsreisen. Als besondere Ausprägungen für Letztere sind Sprach-, Städte-, Konzert- oder Opernreisen üblich.
Als Fernreise werden Reisen bezeichnet, bei denen das Reiseziel weit entfernt ist, also eine große Entfernung zwischen dem Wohnort und dem Zielort besteht. Aus deutscher Sicht sind Fernreisen also Reisen ins außereuropäische Ausland. Im Regelfall sind dafür längere Flüge erforderlich. Es gibt verschiedene detaillierte Definitionen einer Fernreise, die sich unterscheiden können. Die am häufigsten verwendeten Definitionen der Fernreise basieren auf Entfernung, Reisezweck, Reisedauer, Reisezeit oder Kombinationen davon.
Eine Sonderform der Fernreise stellt die Weltreise dar, bei der mehrere Kontinente besucht werden mit einer Reisedauer von Monaten oder Jahren. Eine Unterform der Weltreise stellt die Weltumrundung dar, bei der jeder Längengrad passiert werden muss. Eine Weltumrundung ist oftmals Grundlage für einen Weltrekord, z. B. mit dem Segelboot, mit dem Solarflugzeug etc.
Urlaubsreisen sind beliebte Preise etwa bei Gewinnspielen, werden aber auch von Arbeitgebern als Belohnungen für besonders erfolgreiche Mitarbeiter eingesetzt (sogenannte Incentive-Reisen). Eine alternative Reiseform ist der Voluntourismus, bei dem der Reisende zugleich das Ziel hat, im Zielland nachhaltig Nutzen zu stiften.
Der große Wettbewerb innerhalb der Tourismusbranche bringt es mit sich, dass Urlaubsreisen jeglicher Art wie Konfektionswaren angeboten und auf entsprechende Weise beworben werden. Im Gegenzug hat für den „Käufer“ eine solche Reise zwangsweise den Charakter eines Konsumartikels.
Eine Studie der Stiftung für Zukunftsfragen zeigt zudem, dass sich Urlaubsreisen zunehmend zu einer Kopie der Heimat mit weniger Verpflichtungen und besserem Wetter entwickeln. Reisemotive wie „Land und Leute kennenlernen“ oder „Neues ausprobieren“ und „sich überraschen lassen“ werden immer seltener. Insbesondere die Mittelmeerländer Spanien, Italien, Griechenland und die Türkei liegen in der Gunst der Bundesbürger weit vorn. Im Jahr 2021 verbrachte laut aktuellen Ergebnissen etwa die Hälfte der Bundesbürger ihren Haupturlaub innerhalb der eigenen Landesgrenzen – damit bleibt Deutschland das beliebteste Reiseziel der Deutschen.

### Entdeckungsreise
Mit sogenannten Entdeckungsreisen sind etwa Marco Polo, Christoph Kolumbus, Vasco da Gama, Ferdinand Magellan und James Cook in bis dahin den Europäern unbekannte Teile der Welt vorgestoßen. Heute ist dieser Reisetyp weitgehend nur noch von historischer Bedeutung, da die Erde heute weitgehend als erkundet und vermessen gilt. Als Ausnahmen können noch Fahrten in unzugängliche Gebiete etwa am Amazonas oder im Himalaya gesehen werden. In etwas weiterem Sinn kann aber auch ein Tiefsee-Tauchgang als Entdeckungsreise gelten.

### Forschungsreise
Wissenschaftliche Ziele verfolgen die Forschungsreisen (in entlegene Gebiete werden sie auch Expeditionen genannt). Wissenschaftstourismus dient teils dem Aufsuchen in fremden Städten befindlicher Bibliotheken und Archive, häufig werden aber auch Ausgrabungen, Baudenkmäler, Gesteinsformationen, fremde Tier- und Pflanzenarten und dergleichen untersucht. Das Urbild des Forschungsreisenden stellt Alexander von Humboldt dar, der Anfang des 19. Jahrhunderts Mittel- und Südamerika erkundete. Weitere Beispiele großer Forschungsreisender sind der Polarreisende Giuseppe Acerbi und der Tibetforscher Heinrich Harrer.

### Geschäftsreise
Wirtschaftlichen Zwecken dienen die Geschäftsreise und die Dienstreise. Neben dem Aufsuchen von Kunden, Lieferanten, Geschäftspartnern etwa zum Zwecke von Besprechungen, Beratungen und Verhandlungen sind insbesondere die Reisen zu Messebesuchen und Fortbildungsveranstaltungen zu nennen. Solche werden überwiegend von Einzelpersonen oder kleineren Gruppen unternommen.

### Gesundheitstourismus
Beim Gesundheitstourismus bilden medizinische Behandlungen und andere Gesundheitsdienstleistungen einen Schwerpunkt des Reisezwecks, der aus der physischen wie auch psychischen Erhaltung, Stabilisierung und Wiederherstellung der Gesundheit besteht.

### Handelsreise
Da nicht jede Region bzw. jedes Land alle Rohstoffe oder Waren besitzt, entstanden schon früh Tauschgeschäfte mit anderen Ländern und Regionen. Aus dieser Notwendigkeit des Austausches entwickelte sich die Handelsreise. Bereits im Mittelalter wurden Handelsreisen bis nach China unternommen. Nicht nur Waren, sondern auch Wissen wird über Kontinente hinweg ausgetauscht.

### Pilger- und Missionsreise
Aus religiösen Beweggründen werden Pilgerreisen, sogenannte Wallfahrten unternommen. In der Regel dienen sie dem Besuch heiliger Stätten, wie etwa für das Christentum in Rom, Jerusalem und in Lourdes oder für den Islam in Mekka. Andere religiös motivierte Reisen sind etwa die zu Veranstaltungen wie den Kirchentagen. Mitunter werden Pilgerreisen als religiöse Pflicht vorgeschrieben (wie der Hadsch im Islam), zumindest verheißen sie den Gläubigen aber Seelenheil, spirituelles Wachstum, Vergebung von Sünden (wie im Falle der mittelalterlichen Kreuzzüge), Heilungen von Gebrechen und Ähnliches.
Im Gegensatz dazu steht bei der Missionsreise nicht das Heil des Reisenden selbst, sondern das der „Besuchten“ im Vordergrund. Diese dient der Verbreitung des Glaubens. Besonders aktiv waren und sind in diesem Bereich die christlichen Kirchen und der Islam.

### Volunteer-Reise
Volunteer-Reisen (Freiwilligen-Reise) sind Reisen in Verbindung mit sinnvollen, nachhaltigen oder sozialen Tätigkeiten am Aufenthaltsort und werden oft dem Begriff „sinnvolles Reisen“ zugeordnet. Volunteer-Reisen, bei denen Reisende zum Teil freiwillige soziale Helfer werden, richten sich an besonders engagierte, erlebnisorientierte und weltoffene Personen. Diese haben dabei die Möglichkeit, Teile eines fremden Landes zu entdecken, die für herkömmliche Touristen kaum zugänglich sind. Volunteer-Einsätze sind beispielsweise mit dem Engagement in Umwelt- oder Gemeindeprojekten verbunden. Der international bedeutendste Reisezweck ist die Au-pair-Reise.

### Zeitreise
Eine Zeitreise ist eine Bewegung in der Zeit, die vom gewöhnlichen Zeitablauf abweicht. Obwohl gewisse Zeitreisen zwar physikalisch prinzipiell möglich sind, übersteigt ihre praktische Durchführung das Menschenmögliche bei weitem. Der Begriff Zeitreise wird lediglich als Fachterminus in der Naturwissenschaft und in der Reise- und Tourismusforschung verwendet. Im Film und in der Literatur sind Zeitreisen hingegen möglich und ein wiederholt anzutreffendes Motiv im Genre des Science-Fiction-Films.

### Letzte Reise
Mein Koffer für die letzte Reise ist der Titel von Ausstellungen, in der die Mitwirkenden ihren persönlichen Koffer mit Gegenständen packen, die sie auf ihrer letzten irdischen Reise mitnehmen würden.

## Ablauf

### Buchung
Ursprünglich wurden die einzelnen Teile einer Reise wie Fahrt, Unterkunft, Verpflegung vom Reisenden unmittelbar bei den jeweiligen Leistungserbringern (Verkehrsunternehmen, Beherbergungsbetrieben) gebucht. Seit dem Ende des 19. Jahrhunderts erfolgt die Buchung indes zunehmend, insbesondere bei Pauschalreisen, über Vermittlung eines Reisebüros oder wird unmittelbar durch einen Reiseveranstalter zusammengestellt. Seit dem Aufkommen des Internets ist insofern eine gewisse Umkehrung des Trends zu beobachten, als nun wieder verstärkt der Kunde selbst die Leistungen auf den Websites der Anbieter auswählt und online bucht. Mit Hilfe von etlichen Reisesuchmaschinen können Angebote abgefragt und Preisvergleiche angestellt werden.

### Transport- und Verkehrsmittel

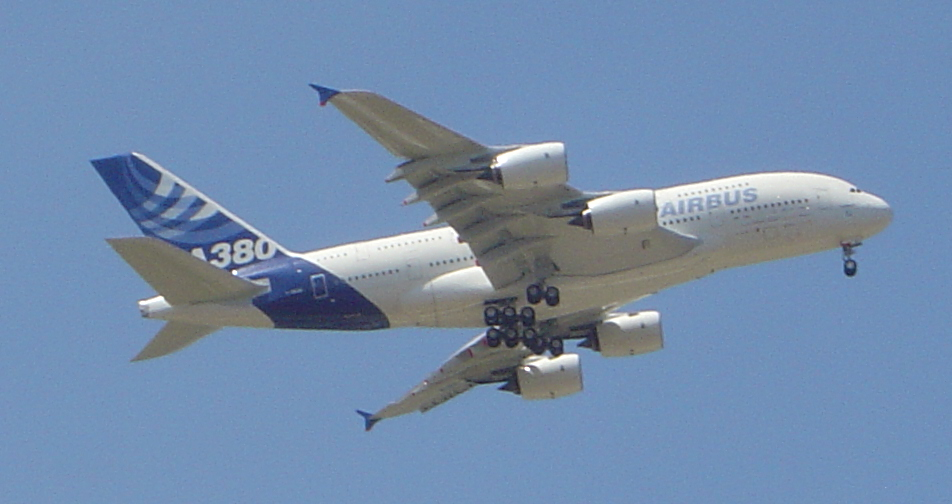
Beginn vieler Reisen: die Flugreise, hier ein Airbus A380

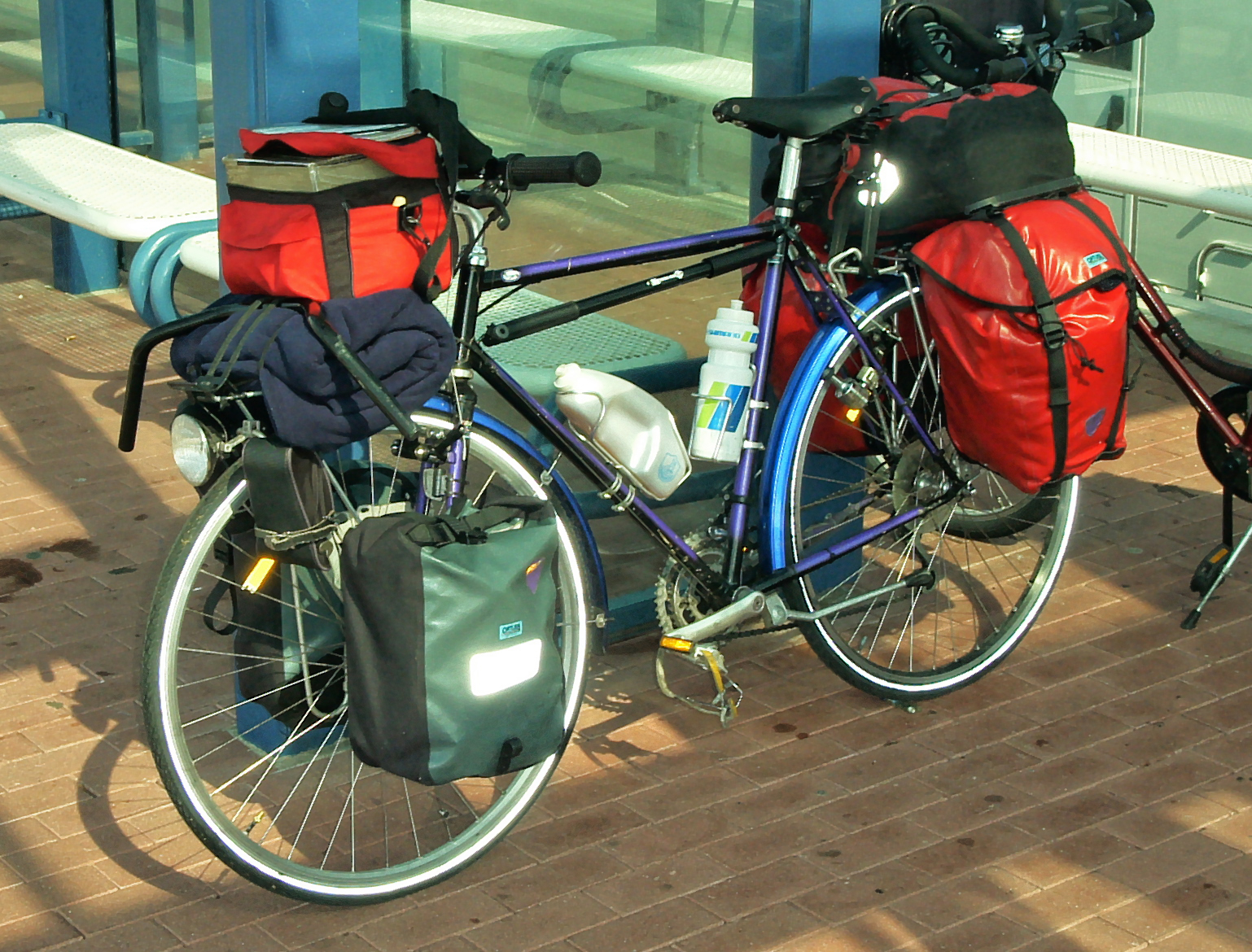
Ein Reiserad für Radreisen

Die Reisekette ist eine an touristische Bedürfnisse angepasste Verkehrsinfrastruktur. Dabei wird zwischen dem Vorlauf (die Fahrt von der Wohnung zum Bahnhof, Flughafen oder Hafen), Hauptlauf (Bahnreise, Busreise, Flugreise, Schiffsreise) und dem Nachlauf (vom Ankunftsbahnhof, -flughafen oder -hafen zum Hotel) unterschieden.
Klassische Reiseverkehrsmittel für den Hauptlauf sind Kraftfahrzeuge (auch in Form des Trampens), Omnibusse, Züge (einschließlich Autoreisezüge), Schiffe (einschließlich Fähren) sowie Flugzeuge. Zu den Verkehrsmitteln, die über die reine Beförderung hinaus auch dazu genutzt werden können, über eine längere Zeit einen eigenen Erlebniswert zu vermitteln, gehören Fahrräder, Motorräder, aber auch Eisenbahnen und Schiffe, zum Beispiel in Form von Kreuzfahrten, Flusskreuzfahrten, Frachtschiffreisen, Segeltörns oder Floßfahrten. Seltener werden hierzu auch Tiere genutzt, wie beispielsweise Pferde, Esel, Kamele oder Elefanten. Eine Verbindung aus Verkehrsmittel und Unterkunft stellen Wohnwagen, Kabinenkreuzer und Dachzeltbusse dar.
Nicht jede Fahrt ist auch eine Reise. Der Arbeitsweg eines Pendlers beispielsweise ist eine Fahrt, deren Dauer deshalb präziser Fahrzeit heißen muss und nicht Reisezeit. Entsprechend absolviert er eine Fahrstrecke und keine Reisestrecke.
Reisen lösen als Fahrtzweck den Urlaubsverkehr (Urlaubsreise) oder den Berufsverkehr (Dienst- oder Geschäftsreise) aus. Urlaubsverkehr sind alle Fahrten zum Reiseziel aus Erholungsgründen, wobei zwischen Hin- und Rückreise mindestens fünf Tage liegen müssen.

### Unterkunft
Der Aufenthalt am Zielort erfolgt klassischerweise in Hotels, Pensionen oder Privatzimmern, bei jüngeren Reisenden auch in Hostels oder Jugendherbergen. Daneben haben sich Sonderformen wie das Camping, die Unterkunft in Ferienwohnungen (in Deutschland oft als „Fewo“ abgekürzt) oder Ferienhäusern und das Reisen mit dem Wohnmobil etabliert.
Die Unterkunft in Privatzimmern beinhaltet meist auch ein Frühstück, Ferienwohnungen und -häuser zeichnen sich durch Selbstverpflegung aus. In Hotels und Pensionen ist im Preis für eine Übernachtung im Zimmer oftmals ein Frühstück inkludiert. Je nach Angebot kann im Preis auch eine Abendmahlzeit (Halbpension) oder auch zusätzlich ein Mittagessen (Vollpension) enthalten sein.
Eine eher neue Reiseform sind die erst durch das Internet in weiteren Kreisen beliebt und bekannt gewordenen Gastfreundschaftsnetzwerke, bei denen kostenlose Unterkunft auf Tauschbasis oder gegen Kostenanteil für Küchenbenützung etc. möglich ist.

### Dauer
Nach der Reisedauer unterscheidet man heute folgende Reisearten:
- Tagesausflüge (kurze Fahrt von höchstens 24 Stunden Dauer, ohne Übernachtung)
- Kurzreisen (Reise von zwei bis vier Tagen Dauer)
- Urlaubsreisen (Reisen mit mehr als vier Tagen Dauer)
- Langzeitreisen (Reisen mit mehr als drei Monaten Dauer)

### Zuhause
Haus oder Wohnung sind während einer Reise oft unbewohnt. Die Gefahr eines Einbruchs, einer Brandstiftung oder eines technischen Defektes, der zu erheblichen Schäden führen kann, steigt. Daher sollten rechtzeitig vorbeugende und technische Vorsorgemaßnahmen getroffen werden. Solche Maßnahmen können das Abstellen der Wasserleitung, Stromzufuhr, Gasversorgung sowie die Sicherung von Türen und Fenstern sein. Das Entfernen von brennbarem Material im Außenbereich vermindert die Brandgefahr.

## Rechtsfragen
Im Reiserecht kommt der Rechtsbegriff der Reise zwar vor (§ 651a Abs. 2 BGB), wird dort aber nicht definiert, sondern als bekannt vorausgesetzt. Dem in allen EU-Mitgliedstaaten geltenden Reiserecht geht es vor allem um die Pauschalreise, die als eine Gesamtheit von mindestens zwei verschiedenen Arten von Reiseleistungen oder verbundenen Reiseleistungen für den Zweck derselben Reise definiert wird. Als Reiseleistung gilt gemäß § 651a Abs. 3 BGB die Personenbeförderung, die Beherbergung (außer wenn sie Wohnzwecken dient), die Vermietung von vierrädrigen Kraftfahrzeugen oder von Krafträdern der Fahrerlaubnisklasse A und jede andere touristische Leistung. Zentrale Bestandteile des Reiserechts sind der Reisevertrag, der Reisepreis und der Reisemangel. Beim Reisepreis spielt vor allem wegen üblicher Anzahlungen und Vorauszahlungen bei Pauschalreisen die Reisepreissicherung eine große Rolle.
Siehe auch Reisefreiheit

## Wirtschaftliche Bedeutung
Weltweit ist der Fremdenverkehr einer der wichtigsten Wirtschaftszweige. Im Jahr 2013 lagen die Einnahmen im weltweiten Reiseverkehr bei rund 900 Milliarden Euro bei 1,09 Milliarden Ankünften. Etwa 100 Milliarden Euro davon entfallen auf Europa. Deutschland ist gemessen an den Übernachtungen in Europa eines der beliebtesten Reiseziele. Im Jahr 2014 wurden in Deutschland 424 Millionen Übernachtungen registriert. In Österreich lag die Zahl der Übernachtungen im selben Jahr bei 131,9 Millionen und in der Schweiz bei 16 Millionen. Die beliebtesten europäischen Reisedestinationen sind Spanien, gefolgt von Italien und Frankreich.

## Gesellschaftliche Bedeutung
Die soziologische Reiseforschung untersucht zweierlei: die gesellschaftlichen Bedingungen, die dem Phänomen Reisen zugrunde liegen, sowie dessen Auswirkungen auf die Gesellschaft. Als Bedingung gilt unter anderem Wohlstand, ebenso gewisse gesellschaftliche Überzeugungen (siehe Abschnitt „Beweggründe“ oben). Als eine der wichtigsten Auswirkungen gelten die Folgen des Austausch der Kulturen. Touristisches Reisen bringt vor allem dem Reisenden Erkenntnisse über andere Gesellschaften/Kulturen und bietet ihm damit die Möglichkeit, über gewisse gesellschaftliche Mechanismen und Antriebskräfte Näheres zu erfahren, sowohl denen von anderen als auch denen der eigenen Gesellschaft. Dies kann nicht nur Rassismus vorbeugen bzw. abbauen und ein Verständnis von der Menschheit als einer einzigen Weltgesellschaft fördern, sondern auch helfen, negative Mechanismen der eigenen Gesellschaft zu verstehen und dadurch zu überwinden.

## Umweltschutz und Reisen
Der Tourismus verursacht nach Schätzungen des World Wildlife Fund (WWF) mehr als fünf Prozent aller Treibhausgasemissionen weltweit. Am schlimmsten sind dabei Fernflüge, die für 17 Prozent der touristisch verursachten klimaschädlichen Emissionen verantwortlich sind. CO2-Emissionen wirken in großen Flughöhen weitaus schädlicher auf das Klima, als die Emissionen am Boden. Viele Onlineportale bieten inzwischen Emissionsrechner an, mit denen man herausfinden kann, wie stark man mit einer Reise das Weltklima belastet.
Etliche Organisationen setzen sich für sanften Tourismus und ökologisches Reisen ein. Für Reisende gibt es zahlreiche Tipps, von der umweltschonenden Anreise über Verhaltensregeln im Urlaub (Handtücher nicht täglich wechseln, regionale Speisen bevorzugen, umweltbewusste Hotels auswählen) bis hin zu verschiedenen Qualitätssiegeln zum Thema nachhaltiges Reisen.

## Rezeption in Literatur und Kunst
Stets hat die Reise auch ein zentrales Motiv in Literatur und Kunst dargestellt, häufig tragen sie dort ganz oder teilweise erdachte und phantastische Züge. Frühe Beispiele sind Homers Odyssee bzw. Vergils Aeneis, die die Irrfahrten der namensgebenden Titelfiguren nach dem Fall Trojas beschreiben. Als zentrale Figur aus dem arabischen Kulturkreis ist Sindbad, der Seefahrer aus der Sammlung Tausendundeine Nacht bekannt, als Vertreter des europäischen Mittelalters die Pilger aus Geoffrey Chaucers Canterbury Tales. Des Weiteren gibt es Reisemärchen (Up Reisen gohn), und als Klassiker gelten Jonathan Swifts Gullivers Reisen, zahlreiche Romane Jules Vernes (Reise um die Erde in 80 Tagen, 5 Wochen im Ballon etc.) sowie Max Frischs bewegter Roman Homo faber.
Von der fiktionalen Literatur zu unterscheiden sind die Reiseberichte, in denen die Autoren ihre eigenen Erlebnisse auf Reisen schildern. Als eines der bedeutendsten Werke der Gattung gilt Goethes Italienische Reise. Weitere wichtige Beiträge zum Genre kamen etwa von Heinrich Heine (Harzreise), Hermann von Pückler-Muskau, Gustave Flaubert (beide mit dem Orient als Reiseziel), Hermann Hesse (Indien, Italien).
Im Film kam es im Zuge der filmischen Darstellung von Reisen zum Genre Roadmovie.